# Cortenova
Cortenova (lombardul: Curnöva) település Olaszországban, Lombardia régióban, Lecco megyében. Lakosainak száma 1143 fő (2023. január 1.). Cortenova Crandola Valsassina, Esino Lario, Primaluna és Taceno községekkel határos.

## Népesség
A település lakossága az elmúlt években az alábbi módon változott:
| Lakosok száma | 1188 | 1177 | 1143 |
|               | 2017 | 2018 | 2023 |